# Reus van Bickerseiland
De Reus van Bickerseiland is een artistiek kunstwerk in Amsterdam-Centrum. 
De maker van het oorspronkelijke beeld is niet bekend (anoniem, wellicht een scheepstimmerman), maar de afbeelding is eeuwenoud. Het oorspronkelijke beeld stond op het Bickerseiland, vernoemd naar Jan Bicker. Deze Jan Bicker was zowel koopman, reden, scheepsbouwer en burgemeester in Amsterdam. Hij kocht in 1631 ten noordwesten van Amsterdam een eiland, dat uitzicht had over het IJ. Op het eiland bouwde hij zijn huis met toren, zodat hij zijn vertrekkende en aankomende schepen op het IJ in de gaten kon houden. Boven de ingang van het woonhuis stond een beeldhouwwerk dat vermoedelijk de god Mars (met speer, schild en helm) voorstelt. Een tekening uit 1647 geeft het beeld weer. Bicker kon er maar kort van genieten; hij overleed in 1653; de toren werd rond 1700 afgebroken.
Het beeld kreeg zijn naam toen het na afbraak van de toren werd geplaatst op scheepswerf De Reus, die werkte onder het motto:
Geen karwei is ons te machtig; geen vraagstuk, waarvoor wij uit de weg staan
In 1850 ging De Reus over in handen van Machinefabriek H.K. Jonker en Zoon (verantwoordelijk voor het ijzerwerk voor het Paleis op de Dam). (Aankomend) burgemeester Cornelis Fock, verknocht aan het beeld, maakte een afspraak met de eigenaar Jonker om het beeld te behouden, hetgeen geschiedde. Toen het beeld drie eeuwen oud was, bevond het zich in slechte staat (de binnenkant was vermolmd). Er volgde een opdracht een replica te maken en deze werd gehakt door een voormalig scheepstimmerman, die bij Jonker had gewerkt. Toen de replica op 2 augustus 1951 onthuld werd, kwam burgemeester Arnold d'Ailly naar Bickerseiland. De replica stond toen op de puntgevel van Grote Bickerstraat 2-4. Toen Jonker & Zoon het Bickerseiland in 1972 verliet, verdween ook het beeld. Jonker nam het mee naar Alicante. 
Buurtbewoners misten het beeld en gingen in de jaren negentig op zoek. Na tien jaar zoeken bleek het beeld zich bij een van de nakomelingen van Jonker te bevinden. Die nakomeling woonde in Canada. Deze nakomeling schonk het beeld rond 2005 aan de bewoners van het eiland, maar het transport ging niet rechtstreeks. Via scheepvaart belandde het op de Canarische Eilanden, vanaf daar verzorgde Koninklijke Saan voor het transport. Daarna spanden Woningstichting De Key, Stadsdeel Centrum en de bewoners zich in om een plek te vinden voor plaatsing. In 2011 werd het (terug)geplaatst en opnieuw kwam er een burgemeester aan te pas. Eberhard van der Laan kwam op 6 juli naar het eiland. Twee jaar later vond een restauratie plaats, waarbij kunstenaar Egon Schrama (atelier in Grote Bickersstraat 17) een nieuwe sokkel maakte, op zich een kunstwerk. Uit staal is een gedicht gefreesd of gestanst dat Jan Witte voor deze reus schreef. 
Het beeld staat vanaf 2011 op een pleintje op de kruising Touwslagerstraat en Hollandse Tuin aan het Westerdok.

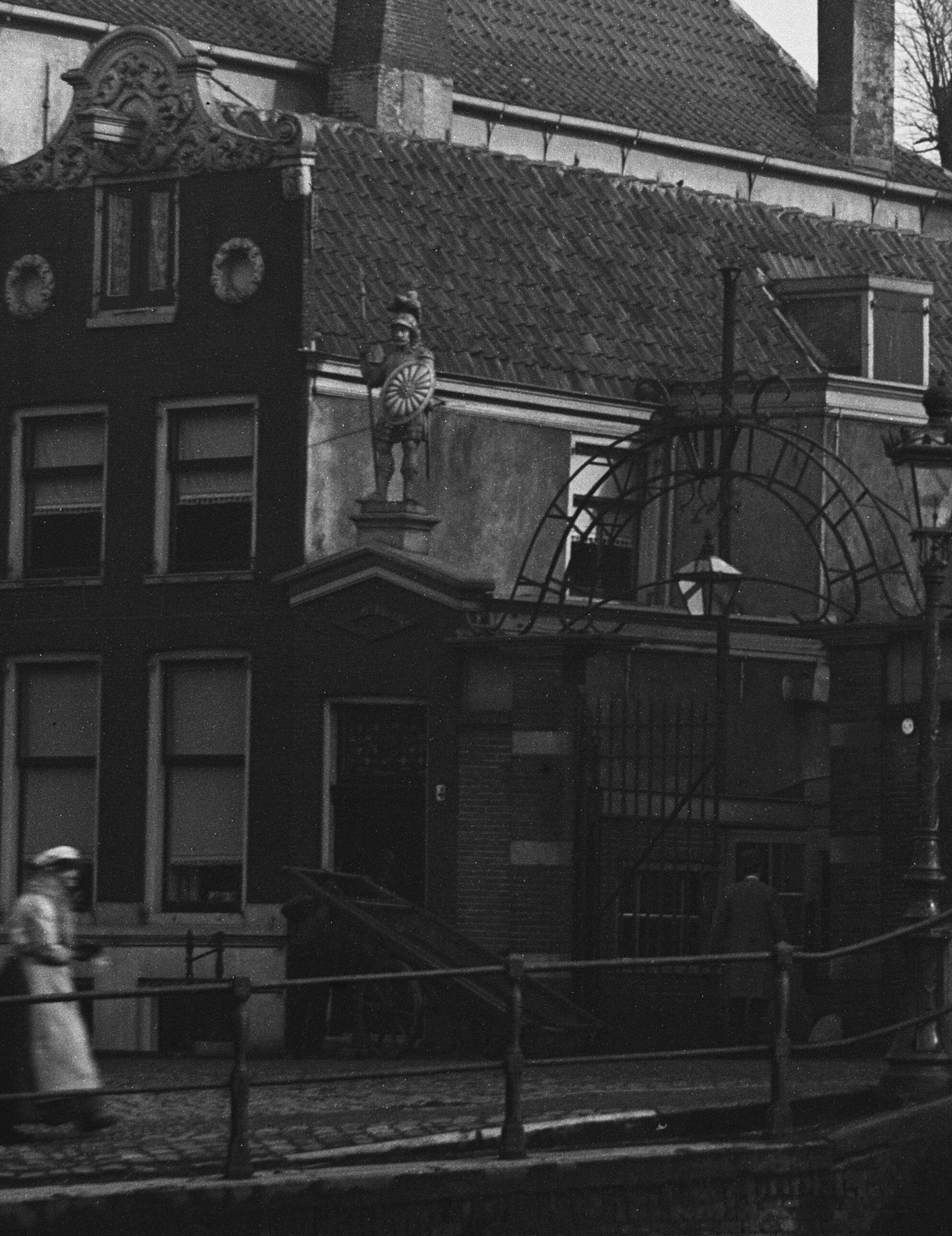
De reus van Bickerseiland (foto Jacob Olie, 1896)
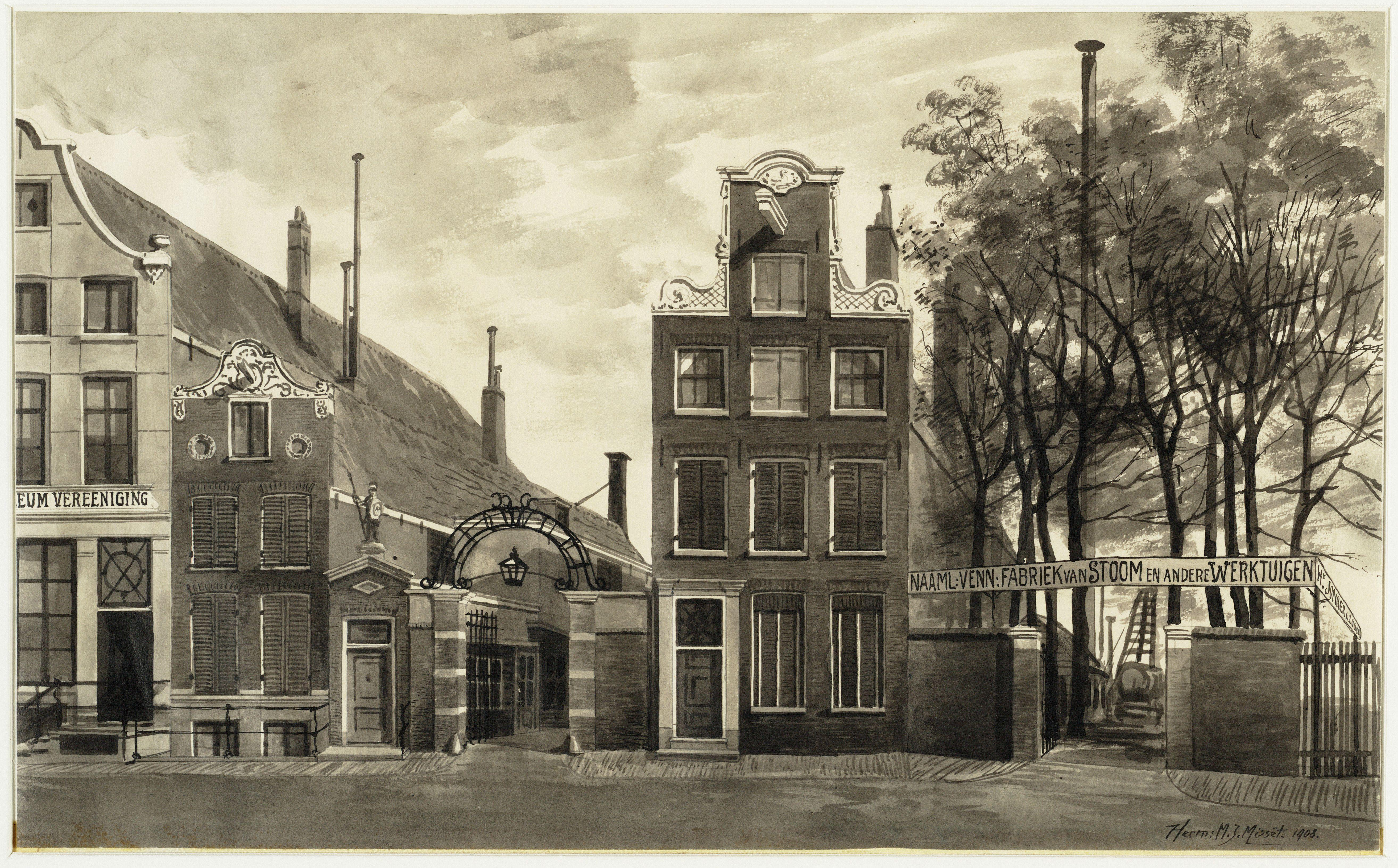
Tekening van de reus door Herman Misset (1908)
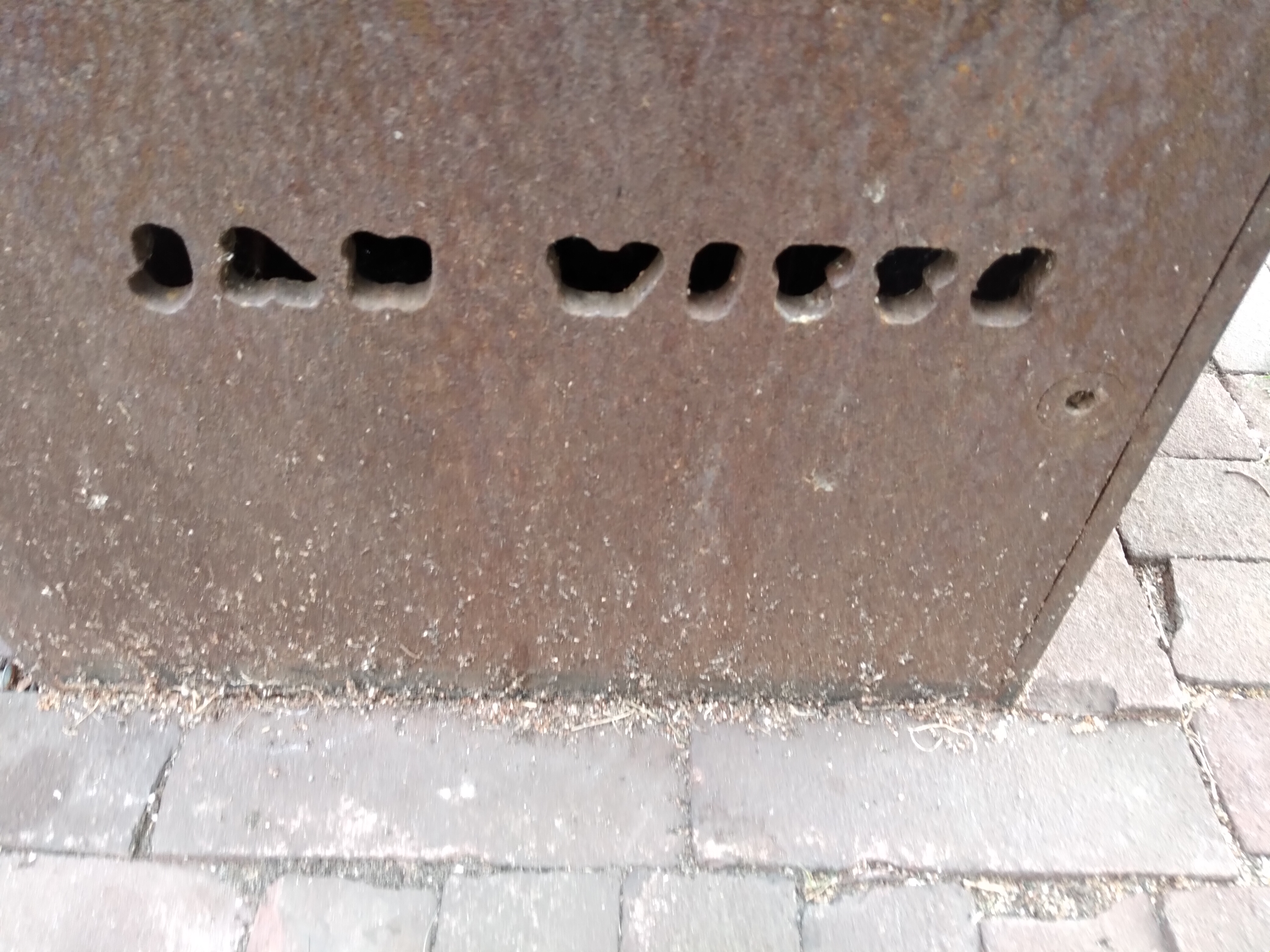
Jan Witte in de sokkel (juli 2021)